# Horisme calligraphata
Horisme calligraphata là một loài bướm đêm trong họ Geometridae.